# Hockey sobre hielo
El hockey sobre hielo es un deporte originario de Canadá, donde es el deporte nacional, que se juega entre dos equipos de seis jugadores (un portero con cinco jugadores en la cancha) con patines sobre una pista de hielo. Los patinadores deben dirigir un disco de caucho o puck con un bastón largo para tratar de anotar en la portería del rival. Al final, el equipo que más goles ha marcado gana. 
Se trata de una variante del hockey caracterizada por ser un deporte de contacto físico; los jugadores pueden realizar cargas con el cuerpo sobre el rival para tratar de arrebatarle el control del puck, por lo que suelen ir equipados con toda clase de protecciones. Es también uno de los juegos más rápidos, debido a que la fricción del disco y los patines sobre el hielo es mínima, y uno de los pocos deportes que permiten realizar cambios de jugadores de forma ilimitada y sin necesidad de interrumpir el juego.

## Historia
El 6 de marzo de 1875 se disputó por primera vez un partido en pista cubierta en la ciudad de Montreal, y en 1877 varios estudiantes de la Universidad McGill deciden redactar el primer reglamento de hockey sobre hielo. Entre otras normas, se estableció que cada equipo debía tener en la pista a nueve jugadores, y la pelota pasó a ser sustituida por un puck cuadrado de madera, que después evolucionó al disco actual. Dicha institución fundó ese mismo año el primer equipo de hockey, el McGill University Hockey Club, seguidos de Montreal Victorias. En Europa, los primeros equipos surgieron en Inglaterra por parte de las universidades de Oxford y Cambridge.

### Desarrollado en Canadá

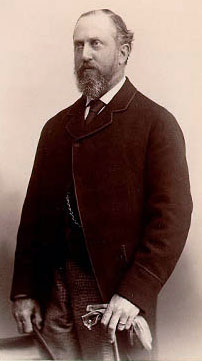
Lord Stanley de Preston, creador de la Stanley Cup.

El deporte logró una notable popularidad en todo Canadá, donde logró una rápida expansión, y debido al creciente número de practicantes, la ciudad de Montreal organizó el primer torneo de hockey sobre hielo, dentro de la Feria de invierno de la ciudad, en 1883. El ganador del mismo fue el equipo de la Universdad de McGill. El 8 de diciembre de 1886, varios equipos que compitieron en el torneo de hacía tres años organizaron la liga de la Asociación Amateur de Hockey de Canadá, que estableció entre otras innovaciones el concepto de penalización (penalty) y el modelo de puck actual.
En 1888, el nuevo Gobernador General de Canadá, Lord Stanley de Preston, asistió al torneo de la Feria de invierno de Montreal como espectador, y comenzó a interesarse por este deporte. En 1892, y debido a que no había ningún torneo que determinase un campeón nacional, donó una copa de metal que se otorgaría como trofeo al mejor club amateur de Canadá cada año. La Dominion Hockey Challenge Cup, que pasaría más tarde a ser reconocida como Stanley Cup, comenzó a celebrarse en 1893 y su primer campeón fue Montreal Hockey Club. En 1910 el galardón pasó a otorgarse a los equipos profesionales, y en la actualidad es el trofeo principal que gana el campeón de la National Hockey League.

### Expansión internacional
El hockey sobre hielo goza de bastante popularidad en Estados Unidos, Europa Central, Escandinavia, Finlandia y Rusia, e incluso está considerado como la principal variante de hockey en países del hemisferio norte con climas fríos. Su principal órgano rector a nivel internacional es la Federación Internacional de Hockey sobre Hielo.
Su expansión a los Estados Unidos data de 1893, cuando la Universidad de Yale disputó el primer partido ante la Universidad Johns Hopkins. El primer campeonato aficionado del país fue la U.S. Amateur Hockey League en 1896, mientras que el primer club profesional fue Portage Lake (Houghton, Míchigan) en 1902. Un año después se creó la primera liga profesional, la Pro Hockey League, entre equipos de Canadá y Estados Unidos. Este campeonato rebajó el número de jugadores en pista por equipo de nueve a los seis actuales. En 1909 se produjo la fundación del equipo de hockey más antiguo de la historia aún existente: los Canadiens de Montréal.
La National Hockey Association, uno de los primeros intentos de establecer un campeonato profesional regular, se fundó en 1910 y duró siete temporadas, mientras que de forma paralela surgió la Pacific Coast Hockey Association, que incluía equipos de Estados Unidos y duró hasta 1924. No fue hasta el 26 de noviembre de 1917 cuando se crea, a partir de la desaparición de la NHA, la primera liga profesional estable, la National Hockey League. Este campeonato se impuso sobre el resto, y hoy en día es la principal liga en Norteamérica de este deporte, siendo además considerada como la principal liga profesional del mundo. En un principio solo estaba compuesta por clubes canadienses, y los equipos pioneros fueron Montreal Canadiens, Montreal Wanderers, Ottawa Senators, Quebec Bulldogs y Toronto Arenas. En 1924 llegó el primer equipo de Estados Unidos, los Boston Bruins.

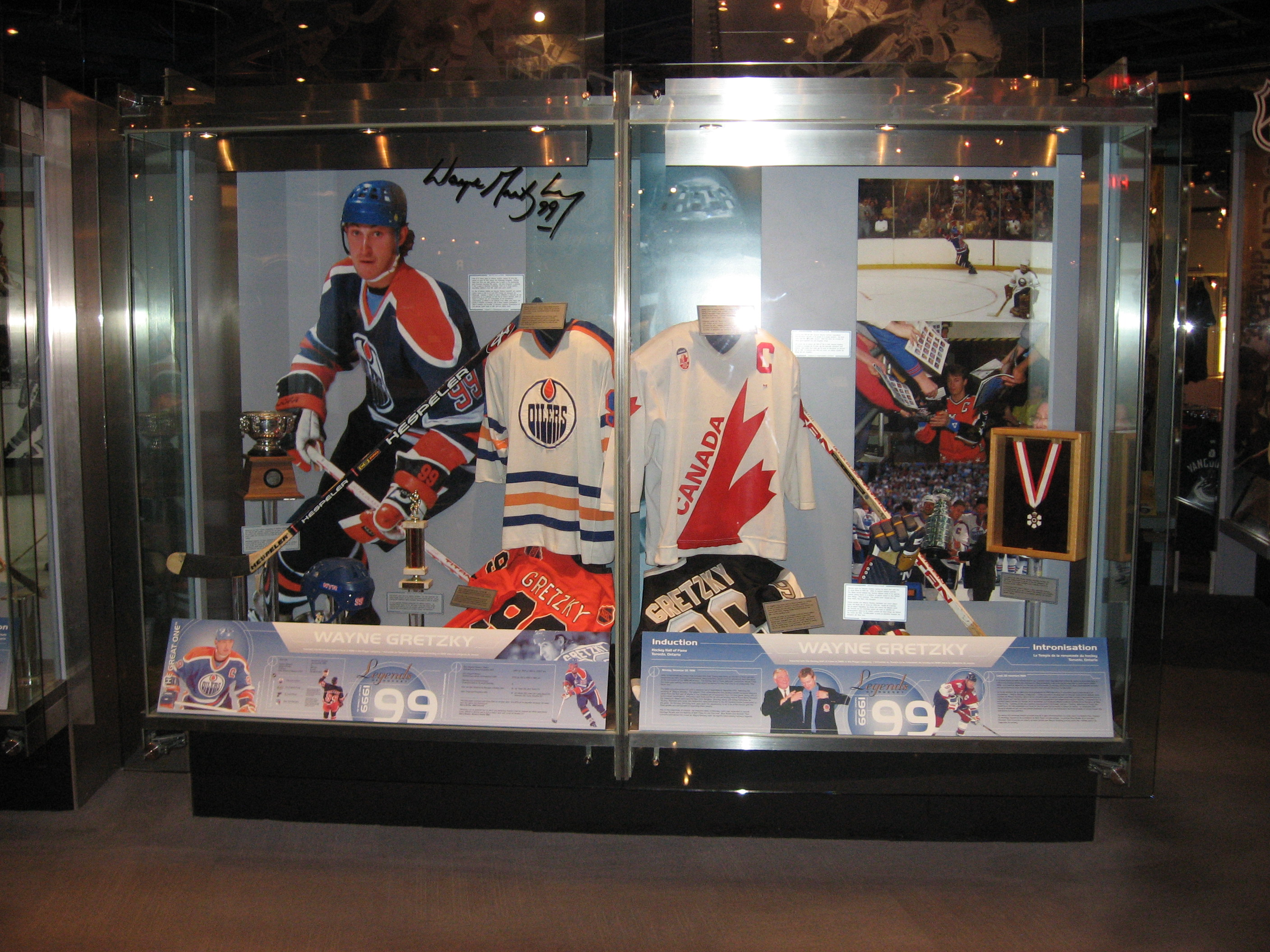
Wayne Gretzky ha sido elegido por expertos del deporte como el jugador más importante en la historia de la NHL.

Por otra parte, en Europa el deporte también se desarrolló, y en 1908 se creó la Federación Internacional de Hockey sobre Hielo en París, formada inicialmente por Francia, Reino Unido, Bélgica y Suiza. En el marco de los Juegos Olímpicos de 1920, este organismo organizó el Campeonato Mundial de Hockey sobre Hielo, que se adjudicó la selección de Canadá. En 1922, el rey Alfonso XIII de España inauguró la primera pista de hielo de España. Se llamaba Palacio de Hielo y el primer partido de hockey sobre hielo entre dos equipos españoles tuvo lugar allí ya en 1923. Unos años después, la prueba pasó a realizarse en los primeros Juegos Olímpicos de Invierno de Chamonix 1924. En la Unión Soviética, el primer contacto con el hockey hielo fue en la década de 1930.
A lo largo del siglo XX se desarrolló el plano profesional del hockey, que comenzó a ganar relevancia internacional a través de los torneos mundiales, dominados por Canadá y la Unión Soviética. Aprovechando el tirón de la Guerra Fría, estas dos selecciones se enfrentaron entre sí en 1972, en unas series de partidos conocidas como Summit Series. También tuvo repercusión la victoria de Estados Unidos sobre la Unión Soviética en los Juegos Olímpicos de Invierno 1980, conocida como el "Milagro sobre hielo". Desde los primeros años de la NHL, las plantillas de los equipos están copadas de jugadores canadienses y de muy pocos estadounidenses. Pero años más tarde, impulsada por otros torneos como la World Hockey Association, los equipos norteamericanos comenzaron a recibir jugadores procedentes de Europa Occidental y, a partir de la caída del Muro de Berlín, de Europa del Este y de la antigua Unión Soviética.
Otros acontecimientos que marcaron al hockey sobre hielo fueron la introducción de jugadores profesionales en los Olímpicos de invierno de Nagano 1998, y la huelga general que paralizó durante una temporada completa a la NHL, debido a una disputa laboral entre jugadores y equipos que terminó con el establecimiento de un límite salarial.

## Objetivo del juego

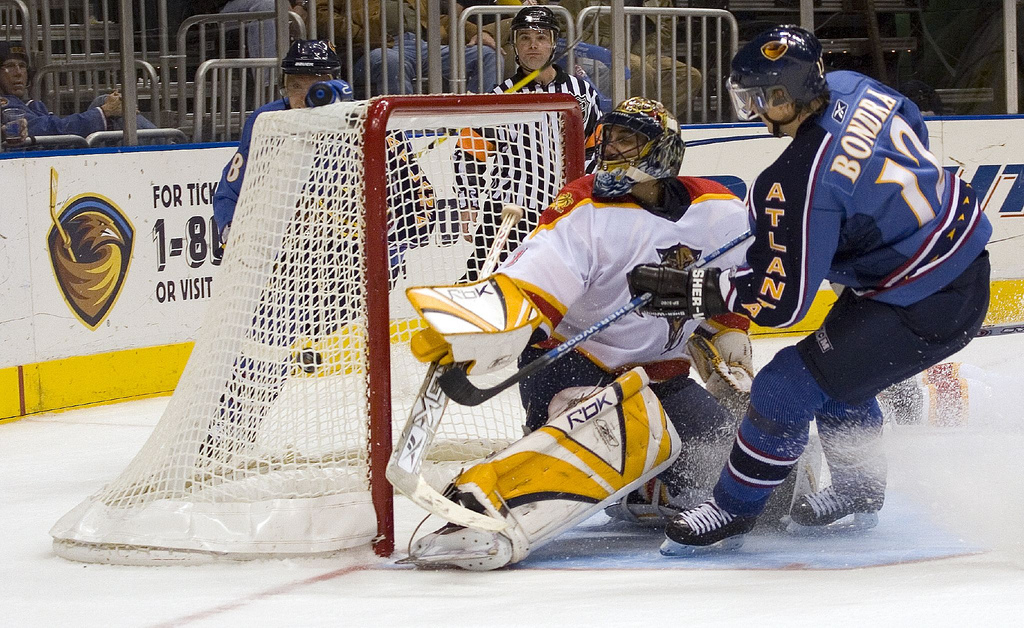
Peter Bondra, de Atlanta, logra un gol.

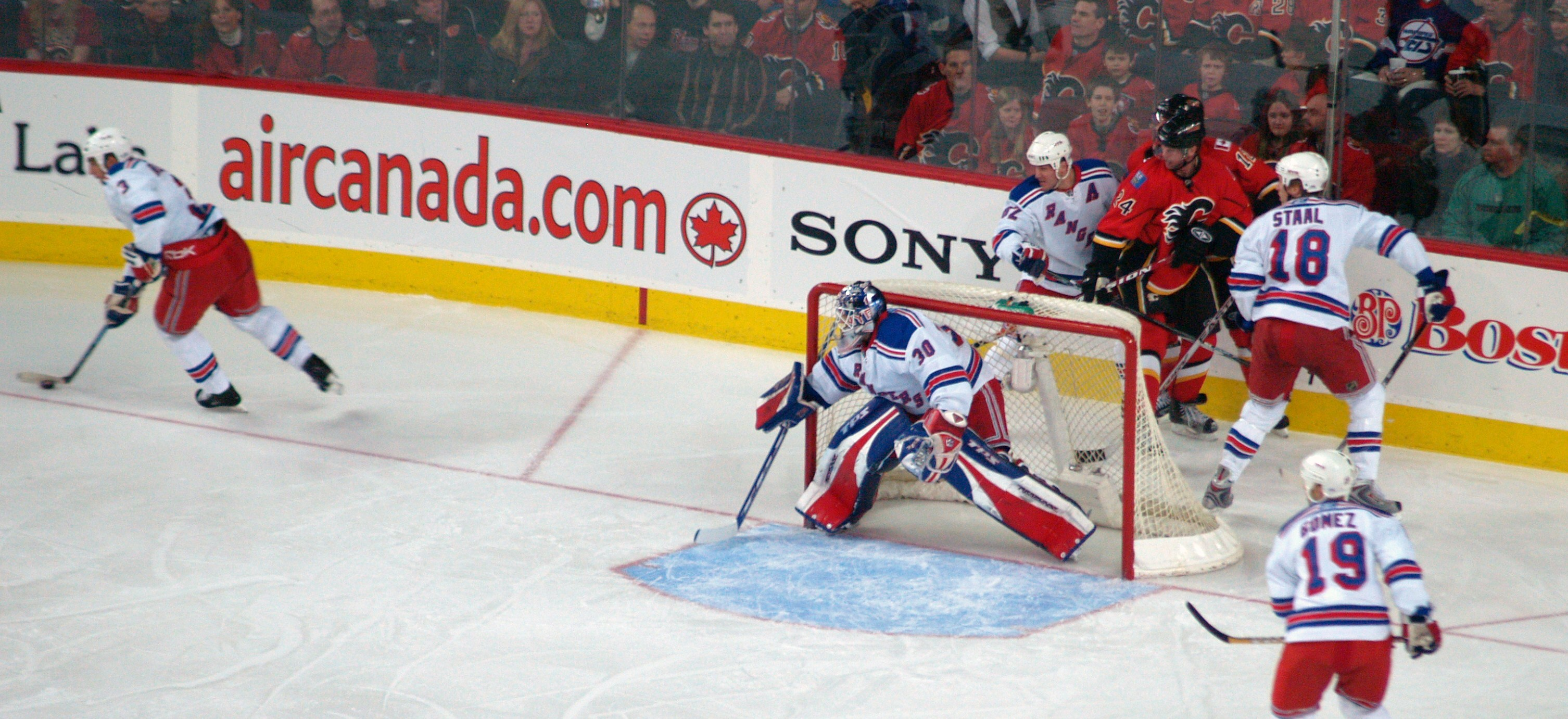
Un jugador de los New York Rangers captura el disco.

En un partido de hockey sobre hielo, el patinador debe controlar el puck (un disco negro) con el stick (un bastón), que deberá intentar meter dentro de la portería rival y marcar un gol. Cuando termina el partido, el equipo que más goles ha anotado gana. En las estadísticas del jugador, se contabilizan como puntos (points) tanto los goles anotados como las asistencias que ha realizado.
El gol será válido cuando el disco cruce completamente la línea de meta entre los dos postes, por debajo del travesaño. Un gol otorga un punto al equipo que supera la meta marcada, independientemente del equipo al que pertenezca el jugador que lanzó el disco.

### Habilidades básicas
Las habilidades básicas que necesitadas para desempeñar en un partido de hockey sobre hielo son:
- Plantilla: Está considerada como la principal, ya que los jugadores se desplazan por la pista a grandes velocidades y realizan muchos cambios de ritmo, por lo que necesitan dominarla por completo para manejar el disco de la forma más apropiada.
- Manejo del bastón: Los jugadores no solo pueden usar el bastón para mover el disco o pastilla, también pueden usar los pies, aunque lo habitual es hacerlo empujándolo con ambos lados de la parte saliente del bastón, y de la forma más rápida posible para generar confusión en el rival. La excepción es que un gol solo puede ser anotado con el palo.
- Pase: Enviar el disco entre jugadores del mismo equipo usando el bastón. Se puede hacer a través de pases rasos o aéreos.
- Tiro: Lanzar el disco con el bastón a gran velocidad, con la intención de anotar un gol. Puede hacerse sin levantar el palo para hacer un disparo con mayor precisión (wrist shot),[23] o levantando el bastón para lanzar con más propulsión y fuerza (slap shot).[24]
- Checking: Capacidad de un jugador para arrebatar el disco al contrario. Puede hacerse con el palo (stick checking), lo cual sería para tomar el control del disco, desviar el disco o bloquear su disparo. También pueden hacerse con una carga efectuada con el cuerpo (body checking), que es la forma más célebre en este deporte. Se permite el contacto físico, pero solo usando la parte superior del cuerpo y sin emplear directamente los brazos.

### Posición táctica de los jugadores

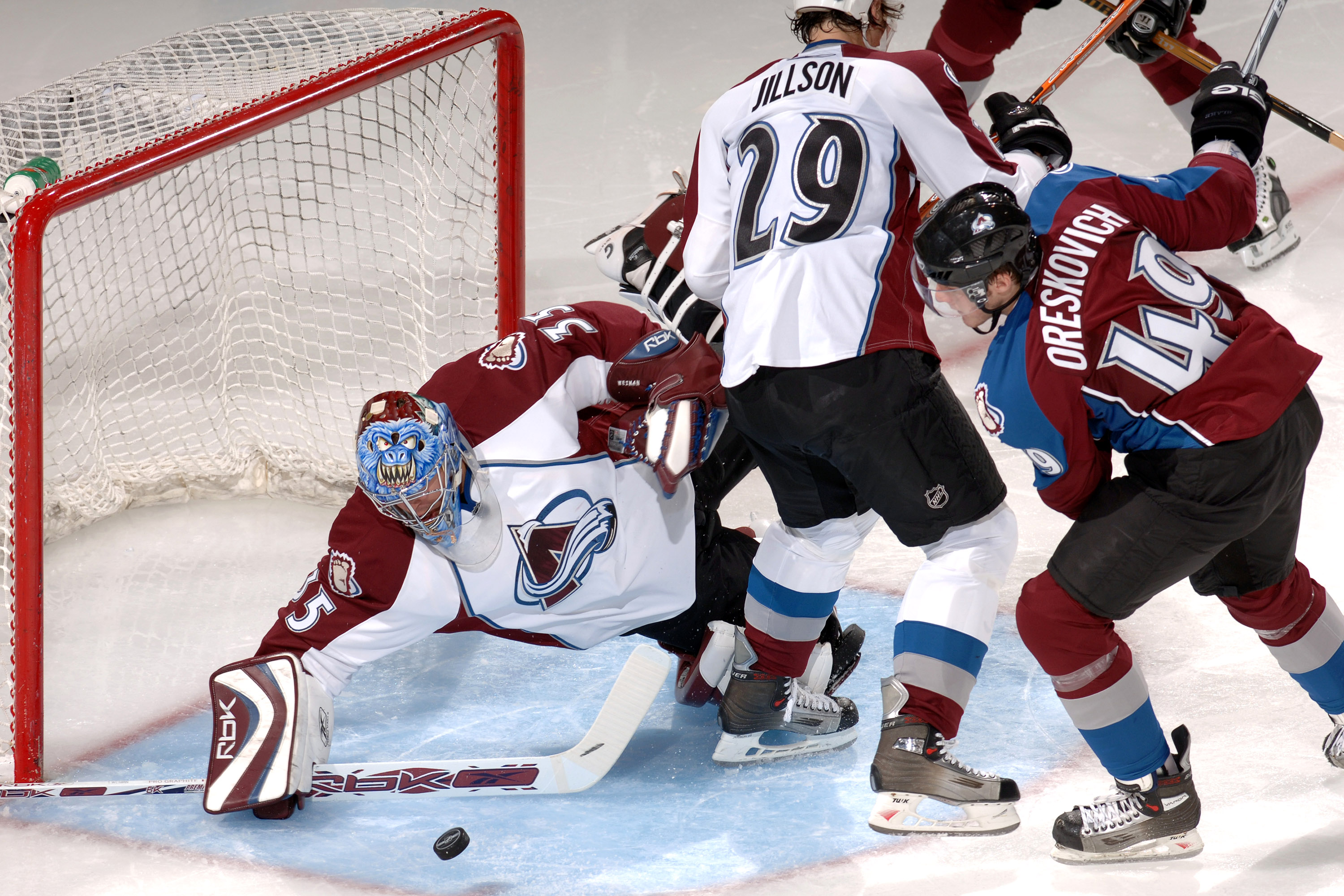
Un portero (goalie) trata de efectuar una parada.

- Guardameta (goalie): Es el jugador que se encarga de defender la portería. Para bloquear el puck el portero debe tener reflejos, flexibilidad, rapidez y la suficiente fuerza y agilidad como para poder mover cualquier parte del cuerpo con la protección corporal, bastante más estricta que la del jugador de campo. El guardameta es el único capaz de tocar el puck con las manos durante cualquier parte del juego, pero al contrario de un jugador, el portero no puede patinar más allá de la media pista, de lo contrario su equipo recibe un castigo.
- Defensores (defencemen): Son dos, y su cometido es defender al equipo de los atacantes rivales, para lo cual suelen situarse en una misma línea, uno a la derecha y otro a la izquierda, en la zona de defensa de su equipo. Puede haber defensores que suban al ataque, pero su principal cometido es evitar que los rivales se acerquen a su zona y pongan en peligro su propia portería.
- Centro (center): Ocupa el centro de la pista, y es uno de los que más se mueven en la pista. Es un atacante o delantero y suele resultar el principal goleador del equipo, aunque también colabora en jugadas defensivas cuando el rival ataca.
- Extremos (wingers): Son dos jugadores de ataque, situados en los laterales de la pista. Suelen ser rápidos, luchan por el control del disco, y se encargan de elaborar jugadas de ataque para otros jugadores, cuando estos están libres de marcaje. En la pista hay uno por la izquierda y otro por la derecha.

El número de jugadores que puede tener cada equipo en el campo es de 25 patinadores y 4 porteros, aunque en la NHL se reduce a 18+2: doce jugadores de ataque y seis de defensa. Cada equipo cuenta con líneas de ataque (dos extremos y un centro) y de defensa (dos defensas), que suele utilizar en varios tramos del partido. Al no haber limitaciones en las sustituciones, el entrenador puede cambiar a los jugadores en cualquier momento del partido que desee. Antes de que entre el jugador de refresco, el sustituido debe haber entrado al banquillo. No puede haber más de seis jugadores por equipo dentro de la cancha, bajo pena de penalización.
Cada equipo cuenta con un capitán, que lleva en el jersey la letra C. Este jugador se encarga de dirigir al equipo desde dentro de la pista, y además de un capitán principal existen varios secundarios que desempeñan esta función cuando el primero no está. El capitán alternativo lleva en el jersey la letra A, y ejerce cuando el primer capitán no está en el hielo.

### Equipamiento de los jugadores
Debido a que el hockey es un deporte de contacto y los jugadores se desplazan a gran velocidad, las lesiones pueden aparecer con frecuencia. Por ello, los jugadores suelen vestir, además de una indumentaria básica —camiseta del equipo, pantalón y patines—, una serie de accesorios protectores homologados.
La principal de todas ellas es el casco, que es obligatorio para todos los nuevos jugadores de la National Hockey League desde 1979, y que puede ir complementado como una visera transparente protectora de la zona de nariz y ojos, o bien una reja que cubre la cara. En la zona del cuello, el jugador puede llevar un protector opcional que le permite evitar lesiones y cortes. Para el cuerpo, existe una serie de accesorios como hombreras, coderas, coquilla y guantes especiales. En la zona de las piernas, el jugador lleva, además del pantalón corto, que cuenta con protecciones, mallas que le otorgan movilidad y le protegen del frío, y protección para las piernas como espinilleras con rodillera.
El portero tiene unas protecciones especiales, ya que tiene que bloquear el disco. Su vestuario consta de una máscara de hockey que le protege todo el rostro y cuyo diseño ha evolucionado con el paso del tiempo. El primero en utilizarla fue Jacques Plante en 1956, quién hizo un molde en fibra de vidrio de su propia cara para protegerse de los golpes del disco y que finalmente fue incluida en el reglamento. El palo que porta es bastante más ancho que el del jugador de campo, ya que le ayuda a parar la trayectoria del disco con más facilidad, y sus patines también tienen un diseño especial. Otros accesorios que porta son protectores para brazos y pecho adaptados, guantes especiales y más gruesos con protecciones, y unos protectores especiales para las piernas, que son similares a los usados en el bateo del críquet.

## Reglas de juego
El principal organismo mundial que dirige el hockey sobre hielo es la Federación Internacional de Hockey sobre Hielo, cuyo reglamento se aplica en las competiciones internacionales y principales campeonatos de Europa. Sin embargo, su influencia en Norteamérica es menor, ya que allí se aplica el reglamento introducido por la National Hockey League. Las diferencias entre ambos estándares son menores.

### Duración del juego
Cada partido de hockey consta de tres periodos de 20 minutos de duración cada uno, y separados por dos intervalos de 5 minutos cada uno. Solo se cuenta como tiempo de juego cuando el puck está en movimiento, y el reloj se para cada vez que el disco se detiene. Esto puede suceder cuando el árbitro señala una falta, se anota un gol o el puck sale del campo. Hay un juez que se encarga de llevar el tiempo de juego, conocido en inglés como game timekeeper. El equipo tiene derecho a un tiempo muerto de 30 segundos por periodo.
Si después de estos tres tiempos hay un empate, se procede a jugar una prórroga de cinco minutos a muerte súbita, en la que el primer equipo en anotar un gol gana (similar al gol de oro que se aplicaba en el fútbol). En la NHL durante la temporada regular, en la prórroga se juega a 4 contra 4 (con el portero), quedando de la siguiente forma: 1 portero, 1 defensa, 1 centro y 1 extremo. Si después de este periodo el empate persiste, el juego normalmente pasará a una ronda de lanzamiento de tiros libres (penalty shot). En eliminatorias en la NHL se jugarían prórrogas de 20 minutos a muerte súbita a 5 contra 5 (portero incluido). En juego internacional, en eliminatorias se jugaría una prórroga de 20 minutos a 4 contra 4 (portero incluido), seguida de una ronda de lanzamiento de penalti shots si no se rompe la paridad.

### Campo de juego

Un rink de hockey.

El campo donde se juega al hockey sobre hielo es una pista de hielo, especialmente diseñada para este deporte y conocida como rink. El hielo disminuye al máximo la fricción del disco sobre la pista y permite que los patinadores alcancen grandes velocidades, por lo que esta variante de hockey está considerada como uno de los deportes más rápidos del mundo.
La cancha presenta un formato rectangular, En la National Hockey League la pista es más estrecha, con medidas de 61 metros x 26 metros. La distancia desde el final de la pista hasta la línea de gol más cercana es de 4 metros. Todas las pistas poseen esquinas redondeadas en lugar de formar ángulos de 90 grados, para evitar que el "puck" (disco) pueda detenerse. Un muro opaco rodea todo el campo y evita que el puck pueda salir de él. Por encima de ese muro se encuentra otro transparente, que mide un metro de altura y permite a los espectadores una amplia visión del juego, a la vez que los protege. Los jugadores pueden valerse de los muros durante su juego (por ejemplo, haciéndose auto-pases).
En el centro de la pista se sitúa una línea roja (center line), que divide el campo por la mitad y sirve para marcar determinadas infracciones como los icing. Hay otras dos líneas rojas, conocidas como líneas de gol (red goal line) que están localizadas en cada extremo del rectángulo, a cuatro metros del final de la pista. Los jugadores pueden pasar, por esa zona, por detrás de la portería con el puck. Dos líneas azules, separadas a 8,85 metros de la línea roja (8,5 metros en la NHL) delimitan las tres zonas del campo: zona de defensa, zona neutral y zona de ataque.
La portería (caja de goles) se encuentra en frente de cada línea de gol. Esta portería cuenta con una red resistente, sujetada con tres clavos de metal, y mide 1,2 metros de alto por 1,8 metros de ancho.
Todas las pistas de hockey cuentan con un banquillo de reservas, donde se localizan los suplentes y el entrenador. También hay un banquillo de penalización (penalty bench) donde los jugadores que han cometido una infracción deben entrar durante un tiempo determinado. Estos bancos se encuentran detrás del muro de protección.
Antes de los partidos y durante el tiempo de descanso se usan unos vehículos especiales, conocidos como zamboni, que se encargan de alisar la superficie de hielo. El hielo de la pista debe mantenerse en una temperatura por debajo de los -10 °C.

### Puntuación
En el hockey sobre hielo un punto tiene dos significados principales:
- Se otorga un punto a cada jugador por cada gol anotado o asistencia realizada. El número total de goles más las asistencias equivale al número total de puntos. En algunas ligas europeas, el gol cuenta como dos puntos y la asistencia como un punto. La National Hockey League, liga privada de hockey sobre hielo profesional formada por franquicias de Canadá y Estados Unidos, otorga anualmente el Trofeo Art Ross al jugador que termina la temporada regular como líder en puntos.

- Los puntos también se otorgan para determinar los lugares en la tabla de posiciones por equipo. Por cada victoria, un equipo recibe tres puntos en Europa y dos en Estados Unidos de América y Canadá. Cuando un equipo empata, recibe sólo un punto.[30]

## Faltas

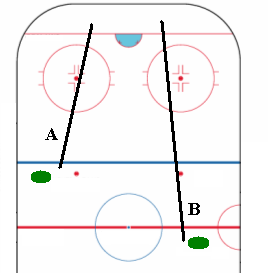
En esta imagen, el jugador B comete icing. El jugador A no ha cometido ninguna infracción.

### Infracciones
Las principales que se cometen en hockey son el fuera de juego (offside) y el icing.
- Fuera de juego: Se produce fuera de juego cuando un jugador del equipo atacante entra en la zona de ataque, traspasando la línea de color azul, antes que el disco o puck. Si es la defensa la que atrasa el disco intencionadamente a su área, no se considera fuera de juego. Si es desviada a su área por un defensor durante un ataque del equipo contrario, puede producirse fuera de juego.

Entonces, el árbitro para el juego y se produce un «cara a cara» (faceoff) en la zona neutral más cercana al lugar donde se cometió la infracción.
- Icing: Cuando un jugador lanza el puck desde detrás de la línea central. Si marca gol, es válido. Si falla, que es cuando el puck cruza la línea roja de gol del portero, el rival debe lograr la posesión del puck para que piten esta infracción. Se penaliza con un faceoff en la zona de defensa del equipo infractor. Para que se pite la infracción, el árbitro debe juzgar que el jugador del equipo que está defendiendo no podría haber tocado el puck antes de que cruzara la línea roja del gol de su portero.[33][34] En 2013 la NHL introdujo un sistema de icing "híbrido" en el cual, si el juez de línea determina que el jugador del equipo defensivo habría llegado antes al puck, pita la infracción antes de que lo toque. Se implementó esta regla para evitar accidentes producidos por las carreras entre jugadores para evitar icing.[35]

Estas infracciones se penalizan con «cara a cara», pero nunca con la expulsión, ya que son leves.

### Penalizaciones
En inglés se conocen como penalty, y son las faltas más graves, que requieren una penalización por parte del árbitro principal. El castigo es privar al jugador que cometió la falta de seguir jugando de forma temporal, lo que se conoce como expulsión. El tiempo puede variar dependiendo de la infracción; desde dos minutos por una falta, hasta la expulsión definitiva y suspensión de partidos en caso de ser una infracción grave. Para evitar que una falta pueda paralizar un ataque decisivo, el árbitro concede la ley de la ventaja si el atacante mantiene el puck, para pitar la falta cuando marque gol, el rival recupere la posesión, o se detenga el reloj.
Los jugadores penalizados deben sentarse en un banquillo específico, donde deben permanecer hasta que hayan cumplido el tiempo de penalización estipulado. Para controlar el tiempo, hay un juez específico que se encarga de cronometrar los minutos. En caso de ser expulsado de forma indefinida, el jugador se va a los vestidores.
En cualquier caso, un equipo de hockey no puede contar con menos de cuatro jugadores sobre el campo. En caso de que haya más de dos expulsados, un suplente cumplirá su función. Cuando un equipo tiene más jugadores que el rival, está en situación de ventaja (powerplay), y si el equipo en ventaja anota en esa situación, los jugadores expulsados del rival pueden volver al campo aunque no hayan cumplido su penalización. Por otra parte, el equipo en desventaja puede hacer icing sin ser penalizado mientras no regresen los jugadores expulsados.

#### Penalización menor
Conocida también como minor penalty. Suelen ser dos minutos de expulsión para quien las comete, y son las más comunes. Se pitan por golpear al rival con el stick sujetado con ambas manos (cross-checking), por levantar el stick para golpear al rival en la zona superior del cuerpo (high-sticking) o golpearle en la zona inferior (slashing), por agarrar al rival o a su stick (holding), por agarrar al rival con el stick para frenarlo (hooking), por interferir a un jugador o al portero (interference), por golpear a un jugador sin razón o justificación (roughing), por golpearle con el codo (elbowing), por zancadillearlo (tripping), simular una falta (diving) o demorar el juego de forma intencionada. El equipo se queda en inferioridad numérica.

#### Penalización grave
Conocida como major penalty, implican una expulsión de cinco minutos, y son más graves que las anteriores. Pueden ser por bloquear o placar al jugador rival si este no tiene o si ha tenido el puck (charging), golpear al rival con el mango del stick (butt-ending), golpearle con la parte plana del stick (spearing) y por golpear a un rival contra la barrera protectora sin justificación de posesión del puck (boarding). Las peleas (fighting) también son una penalización grave para los jugadores implicados. El equipo se queda en inferioridad numérica.

#### Mala Conducta (Misconduct)
Mala conducta. Es insultar o faltar al respeto a un miembro del grupo arbitral, normalmente árbitros oficiales y asistentes. También se pitan cuando un jugador se implica en una pelea y cuando se producen más de tres peleas a la vez. Implican una sanción de diez minutos, y si es reincidente en el mismo partido supone la expulsión definitiva. En ambos casos, un jugador suplente puede ocupar su lugar, por lo que el equipo cuenta con el mismo número de jugadores sobre la pista. Si vuelve a incurrir en esta falta es expulsado el resto del encuentro.

#### Mala conducta durante el juego (Game misconduct)
Mala conducta durante el juego. Es cuando el jugador golpea a otro de forma intencionada con la intención de lesionar al rival. Supone una expulsión inmediata, y el equipo se puede quedar en inferioridad numérica durante 5 o 10 minutos, dependiendo de la gravedad de las lesiones sufridas por el afectado.

#### Tiro libre (Penalty shot)
Se pita cuando un jugador atacante está solo para disparar a portería, y el rival comete una falta por detrás de él para pararlo. El atacante, que debe ser el jugador sobre el que cometieron falta, tiene la oportunidad de enfrentarse en un uno contra uno frente al portero, separados a una corta distancia, desde el centro del campo hasta la portería. Solo pueden estar el que lanza el puck y el portero rival, y es similar al penalti de fútbol. No acarrea inferioridad numérica para el equipo que la cometió.

## Peleas
En las normas de la Federación Internacional, las peleas están prohibidas y deben evitarse bajo cualquier concepto. Si dos jugadores comienzan a pegarse, deben ser separados.
Sin embargo, en la NHL y otras ligas norteamericanas, existe una cierta permisividad durante el desarrollo de las peleas individuales, dejando que los jugadores se peguen hasta que uno vence o los dos caen al suelo, siempre y cuando se hayan quitado protecciones como los guantes o el stick para que la pelea sea limpia. Las peleas pueden incluso animar al público asistente. Cuando termina el combate, los árbitros separan a los jugadores y aplican sanciones. En caso de ser una pelea multitudinaria, los árbitros intentarán separarlos. En las ligas juveniles y universitarias no se permiten, e incluso se aplican expulsiones.

## Árbitros
Los árbitros son los encargados de hacer velar el reglamento en el campo, y visten un uniforme de rayas en blanco y negro, tienen bandas en el antebrazo dependiendo de su función. Como los jugadores, ellos también usan patines. Además cuentan con silbatos con los que pueden detener el juego. Mediante gestos con los brazos, señalan las faltas e infracciones.

### Dentro de la pista
- El árbitro principal se encarga de dirigir el partido de hockey. Se le puede identificar dentro del campo por llevar unas bandas naranjas en ambos brazos. Es el único capaz de poder anular goles y penalizar a los jugadores, en caso de que hayan cometido una infracción. También tiene la potestad para poder revisar las equipaciones de los jugadores y garantizar que cumplen con los patrones establecidos por el campeonato.[39]
- El asistente (linesmen) suele estar situado en un lateral del centro de la pista, y se encarga de vigilar las violaciones que se suceden entre la línea central roja y las líneas azules, como los fuera de juego o los icing. Su función es similar a la de los jueces de línea en el fútbol. No poseen autoridad para señalar faltas, pero pueden avisar al árbitro central para que lo haga si así lo estima oportuno.[40]

En un partido de reglas internacionales suele haber un árbitro central y dos linesmen, pero la NHL emplea dos árbitros centrales en un partido.

### Fuera de la pista
Los colegiados que se encuentran fuera de la pista poseen responsabilidades administrativas en el partido.
Con respecto a la anotación, existe un "juez de gol" (goal judge) que se encarga de vigilar si ha habido gol o no. Se encuentran detrás de la portería y deben vigilar si el puck ha traspasado por completo la línea de gol. Una vez se ha comprobado el tanto, el árbitro activa las sirenas y la caja de sonido para indicar la consecución del tanto. Después está el "juez de repetición" (video goal judge), que se encarga de revisar las repeticiones de aquellos goles cuestionados a través de una televisión, y solo puede solicitarlo el árbitro.
También hay un juez que se encarga de registrar los goles y asistencias que se producen en cada partido, y un "juez de penalización", que se encarga de anotar todas las penalizaciones que impone el árbitro y de controlar su duración. Después está el "controlador del tiempo", que tiene como responsabilidad controlar el tiempo de juego para pararlo cuando el puck no está en juego, y los encargados de las estadísticas.

## Campeonatos

### Clubes

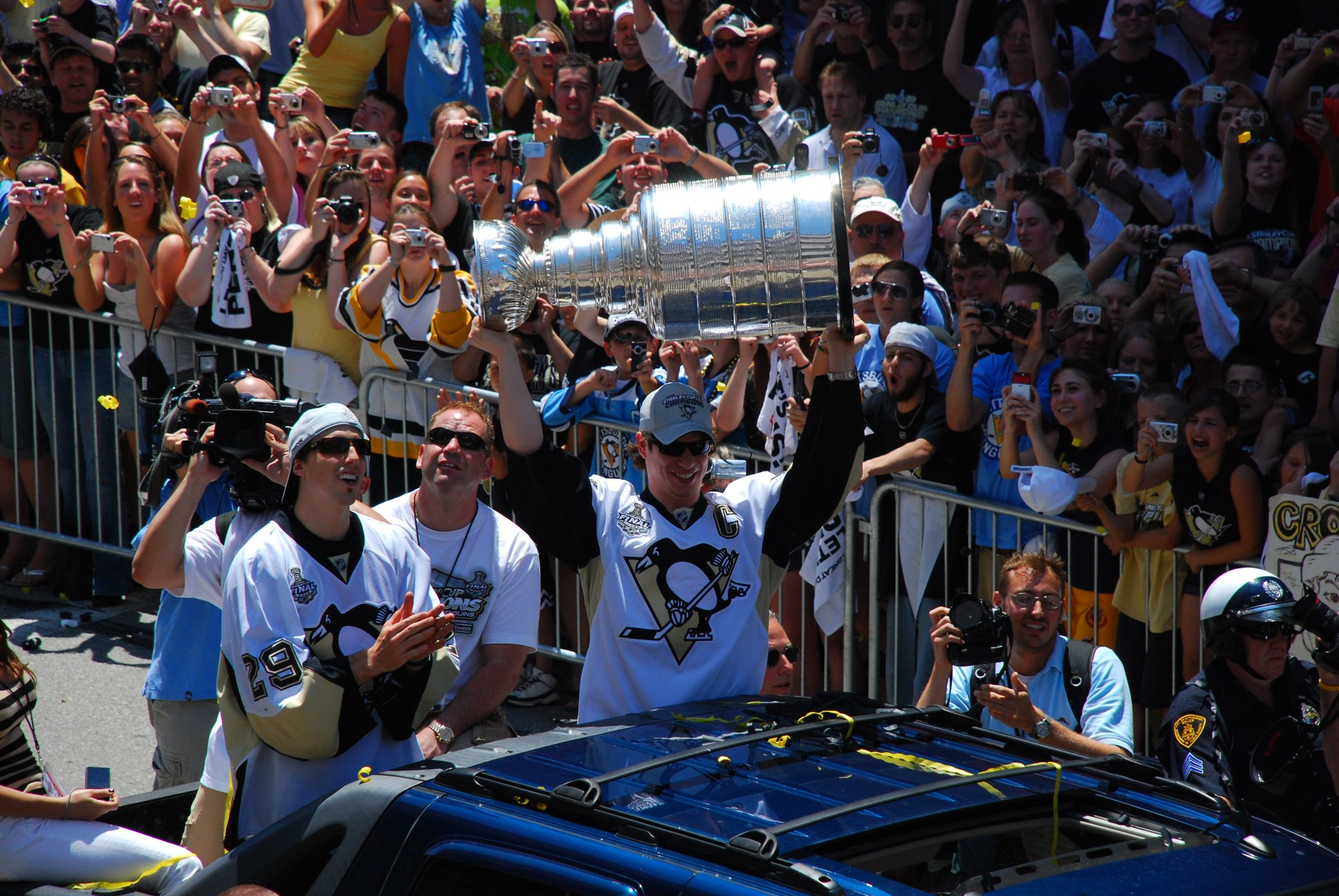
Sidney Crosby, de los Pittsburgh Penguins, levanta la Stanley Cup.

La principal liga profesional de hockey sobre hielo en el mundo es la National Hockey League (NHL). En ella juegan equipos de Estados Unidos y Canadá, jugando partidos de temporada regular y posteriormente eliminatorias (play-offs), donde los dos mejores llegan a una fase final buscando ganar la Copa Stanley al mejor de 7 encuentros. Esta copa está considerada como la competencia más antigua y prestigiosa en la historia de este deporte.
La segunda de más importancia (y la única con nivel deportivo similar a la NHL) es la Kontinental Hockey League (KHL) que se disputa desde 2008, compuesta mayormente por equipos de Rusia, aunque Bielorrusia, Letonia, Finlandia, Kazajistán y China tienen sus representantes en el torneo. Igual que en la NHL, la KHL consta de una fase regular y otra de play-offs, donde los dos finalistas buscan ganar al mejor de 7 encuentros la Copa Gagarin la cual, pese al poco tiempo que lleva disputándose, ha ganado respeto y prestigio en este deporte.
En un segundo plano (y lejos del nivel competitvo y logístico de la NHL y la KHL) se encuentran las demás ligas europeas, aunque estas también son de carácter profesional con un alto nivel de juego como las de Suecia (Svenska hockeyligan), Finlandia (SM-Liiga), República Checa (Extraliga), Suiza (National League) y Alemania (Eishockey Liga). En un nivel aún más inferior, aunque de carácter profesional, se encuentran las ligas de Dinamarca (Metal Ligaen), Austria (Ice Hockey League), Bielorrusia (Extraleague), Francia (Ligue Magnus), Noruega (GET-ligaen), Polonia (Hokej Liga), Eslovaquia (Tipsport Liga) y Gran Bretaña (Elite Ice Hockey League).
En países de habla hispana, las competiciones de hockey sobre hielo son inexistentes y su práctica es casi nula al no haber escenarios para su desarrollo. México es el único país de Latinoamérica que tiene una liga en este deporte, aunque de manera semiprofesional, la Liga Mexicana de Hockey. En España existe un torneo semiprofesional de mediano nivel, la Superliga Española de Hockey Hielo.
En 2008 se puso en marcha la Champions Hockey League europea, en la que competían los campeones de las diferentes ligas profesionales de Europa, el cual era organizada por la Federación Internacional de Hockey sobre Hielo (IIHF), disputando solo una temporada al quedar sin patrocinadores en 2009. En 2014 el torneo resurgió, manteniéndose activo hasta la fecha con dominio de equipos de Suecia, aunque sin participación de los de la KHL. 
Otros campeonatos importantes fueron la Copa Continental o la Copa Victoria en 2009, donde se enfrentaban en partido único el campeón de la Champions Hockey League y un equipo de la NHL, quedando descontinuada con la cancelación del torneo europeo.

### Selecciones
El principal torneo entre selecciones es el Campeonato Mundial de Hockey sobre Hielo que se celebra cada año. Tradicionalmente, este campeonato tiene más interés por parte de los aficionados europeos que de los americanos, debido a que las fechas en la que se disputa coinciden con las fases finales de la NHL. Esto también provoca que no siempre estén disponibles para sus selecciones los mejores jugadores de cada nación, quienes quedan comprometidos con sus equipos de la NHL que estén en dichas fases.
Uno de los primeros campeonatos donde los países compiten entre sí son los Juegos Olímpicos de invierno desde la edición de Amberes 1920. Los países que cuentan con más medallas de oro son Canadá y la ahora inexistente Unión Soviética, cuya herencia deportiva está en manos de Rusia. Desde Nagano 1998 se permiten jugadores profesionales, por lo que las estrellas de la NHL y de las demás ligas profesionales de Europa pueden participar sin inconvenientes con sus respectivos países.
A lo largo de la historia existieron otras competiciones de carácter internacional. En 1972 y 1974 se disputaron las Summit Series entre las selecciones de Canadá y Unión Soviética, las potencias mundiales de este deporte y rivales históricos en el escenario internacional. Después vino la Canada Cup, donde los mejores jugadores de cada país venían a jugar partidos de exhibición. En 1996 empezó a disputarse la Copa Mundial de Hockey sobre Hielo, la cual se celebra con una periodicidad variable, aunque esta es organizada por la NHL después de terminada la temporada, lo que permite la participación de jugadores estelares de la liga con sus selecciones.
Las principales selecciones de habla hispana en esta variante de hockey son España y México, las cuales están inscritas en la Federación Internacional. Sin embargo, poseen un peso pequeño en comparación con otros países.
La Asociación Argentina de Hockey sobre Hielo y en Línea (A.A.H.H.L), está afiliada a la IIHF desde 1998, misma fecha en la que se afilió la Federación Chilena de hockey sobre hielo y en línea.
Entre 2014 y 2017 se realizaron torneos panamericanos de hockey sobre hielo en masculino y femenino, contando con la participación de Brasil, Colombia y México. Canadá participó solo del primer torneo, quedando campeón en ambas categorías con jugadores y jugadoras semiprofesionales y amateurs.

## Hockey sobre hielo femenino

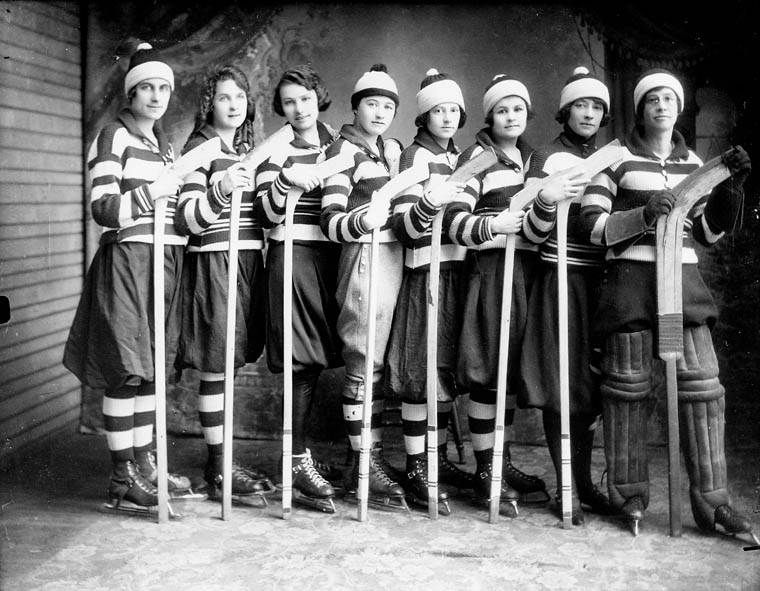
Equipo femenino de hockey en 1921 de la isla Manitoulin en Ontario.

El hockey sobre hielo femenino se originó en la década de 1890, a partir de jugadoras como Lady Isabel Stanley, hija de Lord Stanley de Preston. A comienzos del siglo XX habían surgido diversos equipos femeninos, pero en aquella época las mujeres estaban obligadas a jugar con faldas. En 1920, Lady Isobel donó un trofeo, la Lady Meredith Cup, que se entregaría al mejor equipo de hockey de Canadá. Aunque el crecimiento del hockey femenino estuvo detenido durante décadas, en la actualidad tiene un desarrollo importante.
El hockey sobre hielo es cada vez más popular entre las mujeres jóvenes, en particular en Canadá y EE. UU. Existen algunas ligas como la Canadian Women's Hockey League (CWHL) y la Western Women's Hockey League (WWHL), aunque estas no tienen tanta importancia como la NHL. El hockey femenino es reconocido por la Federación Internacional de Hockey sobre Hielo. Ya han sido organizados nueve campeonatos femeninos del mundo y hace parte de los Juegos Olímpicos de invierno desde los Juegos Olímpicos de Nagano 1998.
En agosto de 2010, la NHL inició conversaciones preliminares con los máximos responsables de este deporte para la posible creación de una Liga femenina apoyada por la NHL. La primera mujer que jugó con un equipo masculino profesional fue Manon Rhéaume, que actuó como guardameta en un partido amistoso de los Tampa Bay Lightning en 1992, y en 2003 Hayley Wickenheiser jugó con HC Salamat en la segunda división finlandesa, categoría masculina profesional.
La principal diferencia en las reglas con el hockey masculino es que, en la versión femenina, no está permitida desde los años 1990 la carga efectuada con el cuerpo (bodychecking) para arrebatar el control del puck. Después de los campeonatos del mundo de 1990, estas cargas han sido defendidas a causa de la diferencia física demasiado grande entre las jugadoras canadienses y americanas con otros países.